# Alta Cerdanya

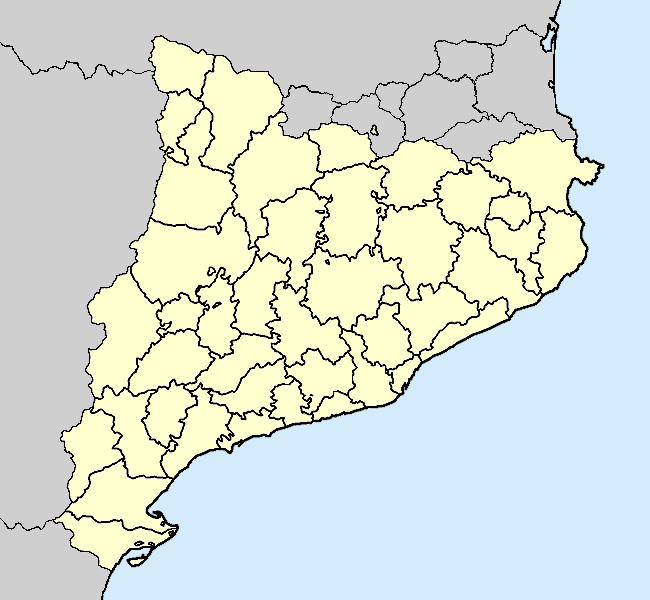
Mapa de Catalunya i de les comarques històriques

L'Alta Cerdanya és una comarca de la Catalunya del Nord. Representa la part més septentrional de la Cerdanya, una comarca natural catalana que quedà dividida en dues meitats pel Tractat dels Pirineus (1659). L'Alta Cerdanya pertany actualment a l'estat francès i limita amb les comarques del Capcir (al nord), el Conflent (a l'est), el Ripollès i la Baixa Cerdanya (al sud) i el principat d'Andorra (a l'oest).
El cap de la comarca és Montlluís, tot i que hi ha fonts que situen Montlluís al Conflent. Sallagosa fou la capital de la vegueria de Cerdanya, creada amb la divisió de la Cerdanya el 1660, fins a la divisió departamental del 1790. Fins al 2015 fou la capital del cantó de Sallagosa, que s'estenia per la major part de la comarca. Font-romeu, Odelló i Vià n'és el municipi més gran i Puigcerdà és, de fet, la capital de la vall.
Geogràficament, pertany a l'Alta Cerdanya la vila de Llívia, però el fet que sigui un enclavament a causa d'un oblit dels documents del Tractat dels Pirineus fa que pertanyi administrativament a la Baixa Cerdanya.
Presenta la singularitat d'estar situada a la conca del Segre (de fet, aquest riu neix al sud d'aquesta comarca, concretament a la cara nord del Pic del Segre), que en la seva major part pertany, actualment, a l'estat espanyol. Això aïlla la comarca de la resta de la Catalunya del Nord, amb la qual es connecta a través del coll de la Perxa.
Conjuntament amb el Capcir, hi ha la major part d'estacions d'esquí de la Catalunya del Nord.

## Monuments històrics

### Esglésies
- Sant Andreu d'Angostrina del segle xii ubicada a Angostrina i Vilanova de les Escaldes.
- Sant Martí d'Envalls del segle xii ubicada a Angostrina i Vilanova de les Escaldes.
- Sant Iscle i Santa Victòria de Vilanova de les Escaldes del segle XI-XII ubicada a Angostrina i Vilanova de les Escaldes.
- Mare de Déu de Bell-lloc de Dorres del segle XVIII-XIX ubicada a Dorres.
- Sant Sadurní d'Enveig ubicada a Enveig.
- Sant Genís d'Er del segle xviii ubicada a Angostrina i Vilanova de les Escaldes.
- Sant Julià d'Estavar ubicada a Estavar.
- L'Ermitatge de Font-romeu del segle XVII-XVIII ubicada a Font-romeu, Odelló i Vià.
- Santa Coloma de Vià del segle xii ubicada a Font-romeu, Odelló i Vià.
- Sant Martí d'Odelló del segle xii ubicada a Font-romeu, Odelló i Vià.
- Sant Martí d'Ix ubicada a La Guingueta d'Ix.
- Sant Romà de Càldegues ubicada a La Guingueta d'Ix.
- Sant Fruitós d'Iravals del segle XII-XVIII ubicada a La Tor de Querol.
- Sant Fruitós de Llo del segle xii ubicada a Llo.
- Sant Pere d'Oceja del segle XII-XIV ubicada a Oceja.
- Santa Maria de Planès ubicada a Planès.
- Santa Llocaia ubicada a Santa Llocaia.
- Sant Martí d'Ur ubicada a Ur.

### Dòlmens
- Dolmen de Brangolí del Neolític ubicat a Enveig.

### Monuments que utilitzen energia solar
- Forn solar d'Odelló del segle XX (1962) ubicat a Font-romeu, Odelló i Vià.
- Edifici de les cases solars Trombe-Michel del segle XX (1974) ubicat a Font-romeu, Odelló i Vià.

### Monuments que foren habitats en el passat
- Gran Hotel de Font-romeu del segle XX (1913) ubicat a Font-romeu, Odelló i Vià.
- Castell de Querol del segle xiii (1243) ubicat a Porta.
- Cal Mateu del segle xviii ubicat a Santa Llocaia.

### Vies de comunicació
- Viaducte sobre el riu Querol del segle XX ubicat a Porta i Querol.

### Creu
- Creu de ferro forjat ubicada a Ur.

## Galeria

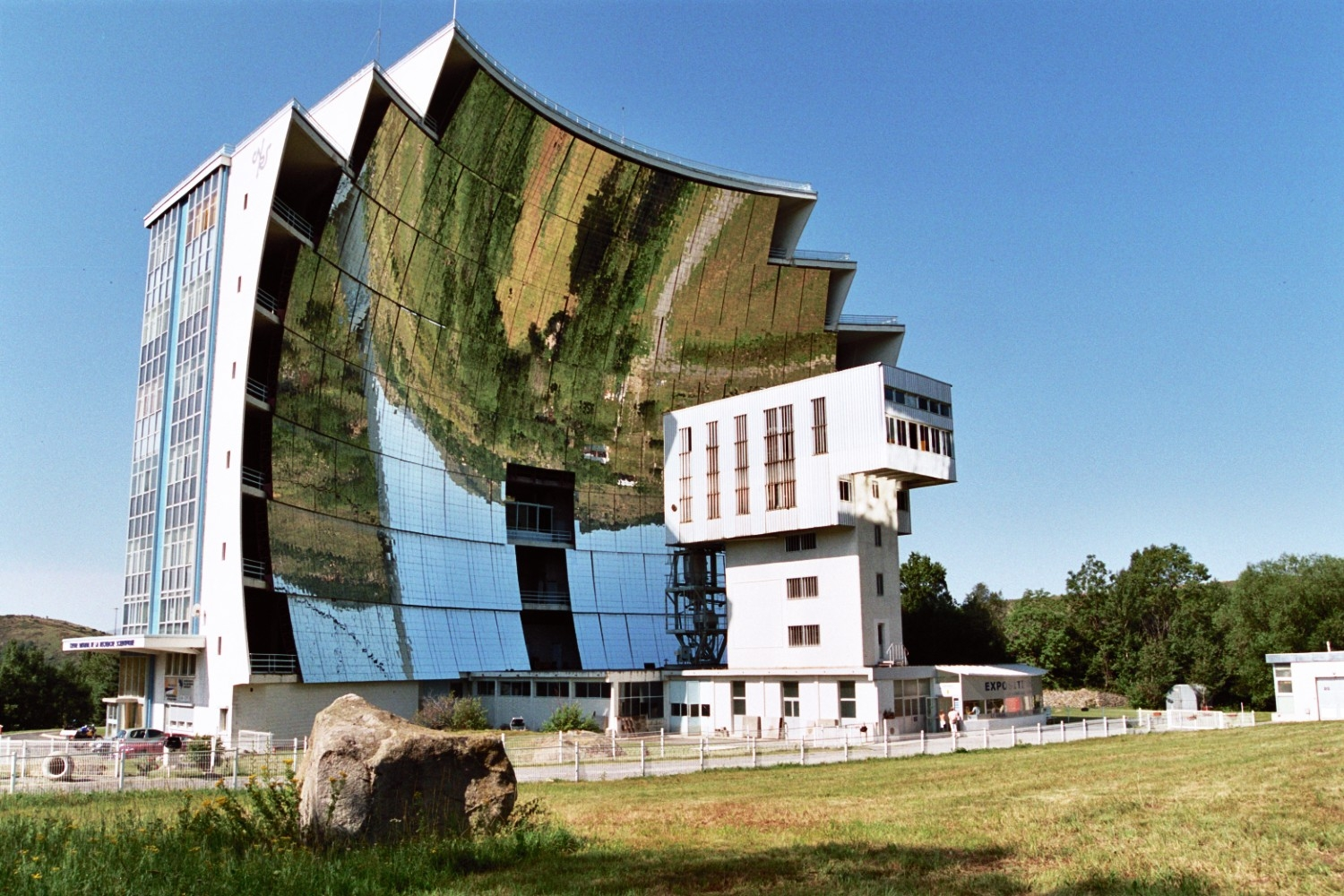
Forn solar d'Odelló
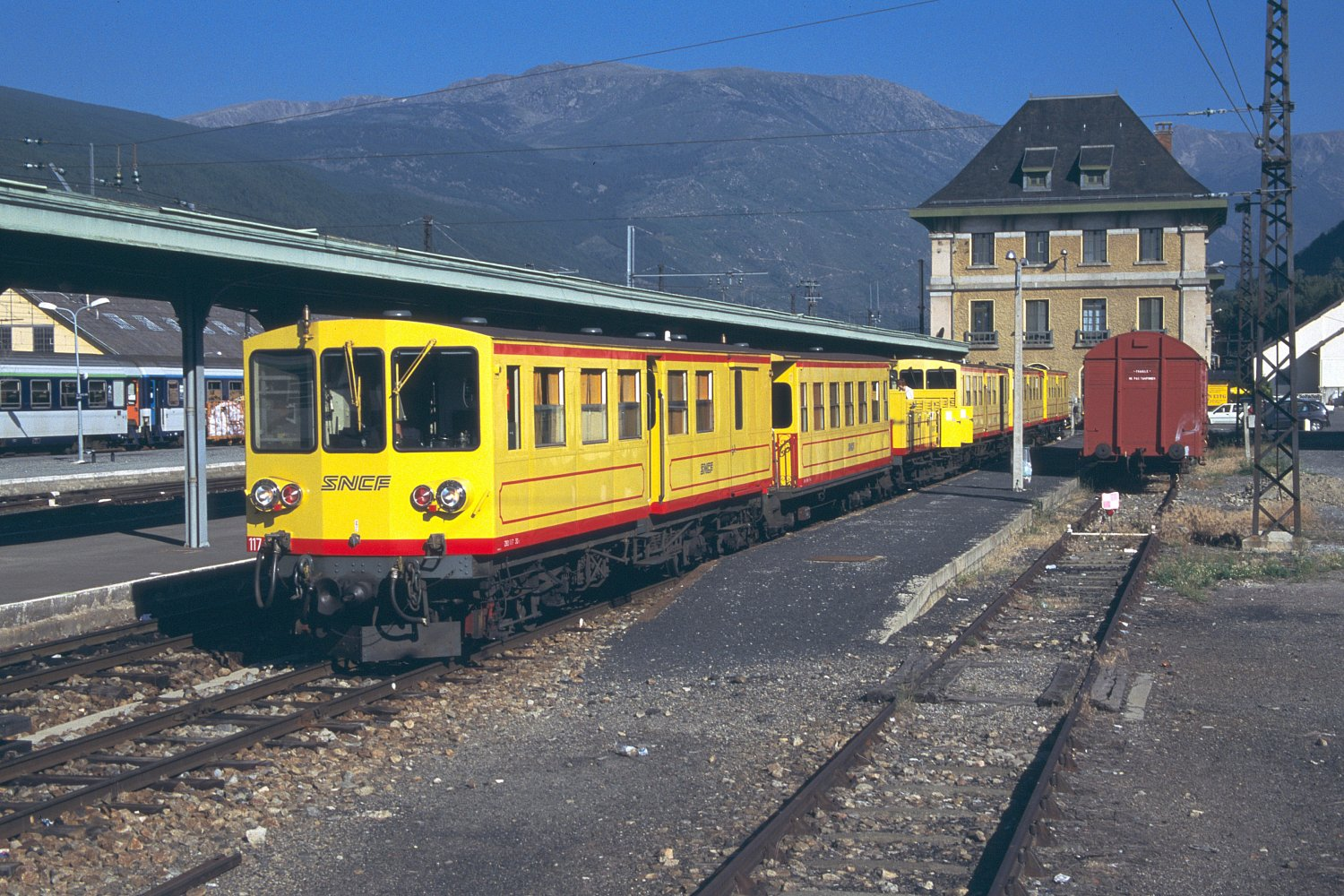
Estació internacional de la Tor de Querol, on es troben el tren de via internacional de la SNCF procedent de Tolosa de Llenguadoc, el tren de la Renfe procedent de Puigcerdà i Barcelona, i el tren groc (a la foto) que comunica molts dels pobles de l'Alta Cerdanya amb el Conflent